# Sanremo-Festival 1981
Die 31. Ausgabe des Festival della Canzone Italiana di Sanremo fand 1981 vom 5. bis zum 7. Februar im Teatro Ariston in Sanremo statt und wurde von Claudio Cecchetto, Eleonora Vallone und Nilla Pizzi moderiert.

## Ablauf

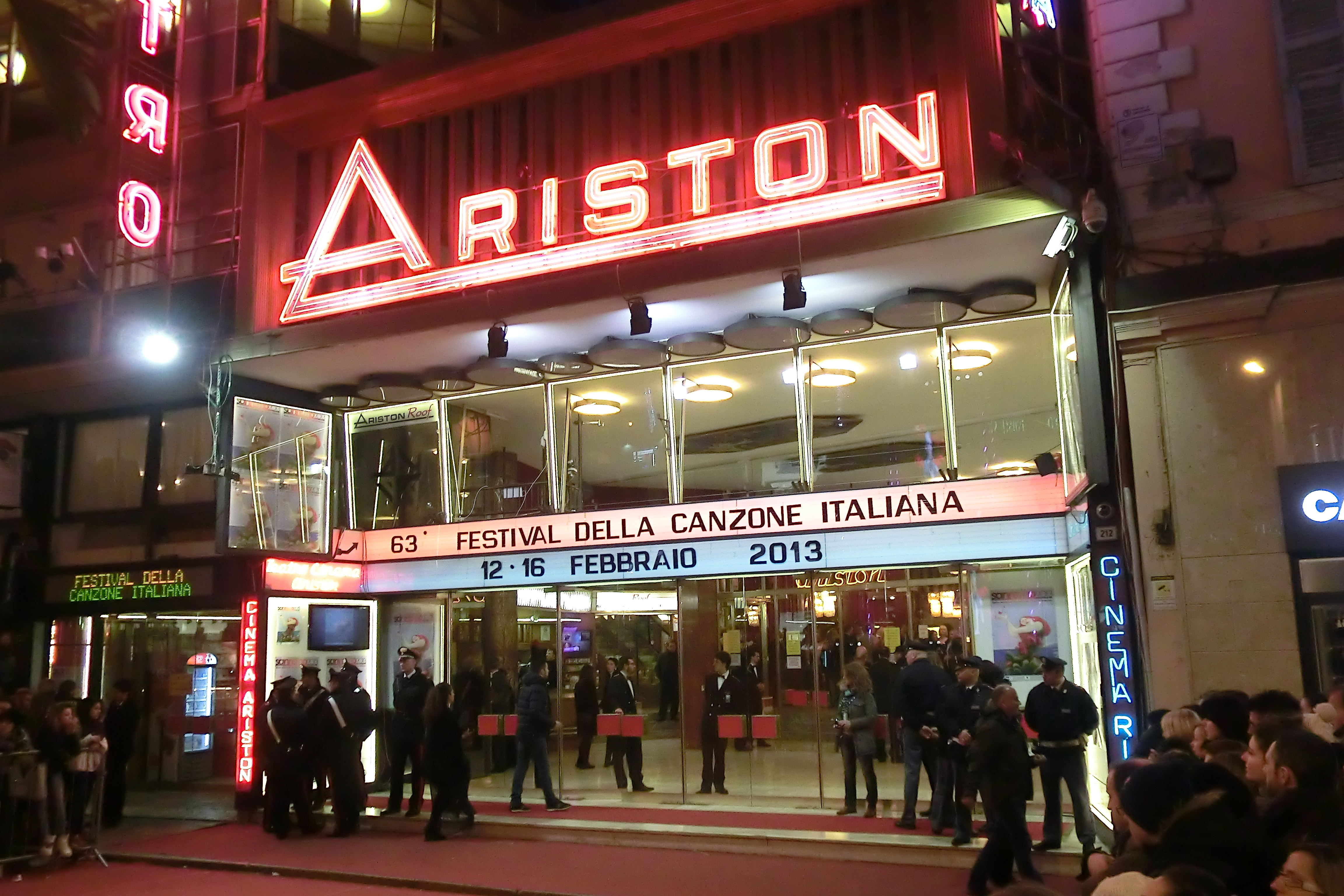
Das Ariston-Theater, Veranstaltungsort des Sanremo-Festivals

Nach dem großen Erfolg der 30. Ausgabe des Festivals entschloss sich die Rai dazu, wieder alle drei Abende der Veranstaltung zu übertragen, die ersten beiden allerdings zeitversetzt. Die Organisation verblieb bei Gianni Ravera, die Moderation bei Claudio Cecchetto. Cecchetto wurden die Schauspielerin Eleonora Vallone (Tochter von Raf Vallone) sowie die erste Sanremo-Siegerin Nilla Pizzi zur Seite gestellt. Ebenfalls wie im Vorjahr wurde auf ein Orchester verzichtet und stattdessen auf Halbplayback gesetzt. In der Expertenjury saßen bekannte Namen aus der Filmbranche: Alberto Sordi, Ugo Tognazzi, Giancarlo Giannini, Eleonora Giorgi und Sergio Leone.
Die 28 Teilnehmer, zwei weniger als im Vorjahr, wurden in zwei Gruppen aufgeteilt. Nur jene aus Gruppe A mussten sich für das Finale qualifizieren, darunter die Sieger des Festivals von Castrocaro Luca Barbarossa und Stefano Tosi, ein Teilnehmer aus der Fernsehsendung Domenica In (Paolo Barabani) und die Newcomer Fiorella Mannoia und Michele Zarrillo, aber auch bekanntere Figuren wie Orietta Berti und Enzo Malepasso. In der direkt für das Finale qualifizierten Gruppe B fanden sich etwa Loretta Goggi, Ricchi e Poveri oder die einzeln antretenden Geschwister Marcella und Gianni Bella. Wieder waren mehrere ausländische Teilnehmer vertreten, darunter das US-amerikanische Model Sterling Saint-Jacques und der Sänger Tom Hooker. 20 Teilnehmer erreichten das Finale.
Bekannte internationale Gäste bereicherten das Festivalprogramm 1981: Ravera konnte nicht zuletzt Dire Straits, Barry White, Robert Palmer, Bad Manners und Lio für Auftritte gewinnen. Moderator Cecchetto präsentierte außerdem im Finale eine Tanzeinlage mit seinem eigens geschriebenen Song Gioca Jouer, begleitet unter anderem von Sandy Marton. Eine Kontroverse entstand um den geplanten Auftritt des Komikers Massimo Troisi: Da die Rai die provokanten Auftritte von Roberto Benigni vom Vorjahr in Erinnerung hatte, verlangte sie von Troisi die vorherige Vorlage seiner drei geplanten Monologe. Er verweigerte sich dem aber, woraufhin die Rai die Zeit für seine Auftritte drastisch kürzte. Troisi sagte schließlich seinen Auftritt kurzfristig ab. In einen weiteren Skandal verwickelt sah sich die teilnehmende Band Ricchi e Poveri, deren viertes Mitglied Marina Occhiena sich zunächst im Streit von den Kollegen getrennt hatte. Nachdem Occhiena jedoch am 6. Februar mit einem richterlichen Dekret die vorläufige Reunion erzwang, probte die Band am Tag des Finales wieder zu viert. Erst wenige Stunden vor dem Finale einigte man sich bandintern gütlich und Occhiena zog sich endgültig zurück.
Von Anfang an populäre Beiträge waren Maledetta primavera von Loretta Goggi, Ancora vom jungen Arbore-Schützling Eduardo De Crescenzo und Sarà perché ti amo von Ricchi e Poveri. Unter den Favoriten war auch Alice, die nach 1972 zum zweiten Mal teilnahm und im Jahr zuvor einen ersten Hit gelandet hatte; allerdings wurde ihr Lied Per Elisa als zu schwierig für das Sanremo-Festival angesehen. Trotz dieser Zweifel konnte Alice sich schließlich auf dem ersten Platz vor Loretta Goggi und Dario Baldan Bembo platzieren.

## Teilnehmende Beiträge
| Platzierung | Interpret              | Lied                      | Autoren                                                    |
| ----------- | ---------------------- | ------------------------- | ---------------------------------------------------------- |
| 1           | Alice                  | Per Elisa                 | Alice, Franco Battiato, Giusto Pio                         |
| 2           | Loretta Goggi          | Maledetta primavera       | P. A. Cassella, Totò Savio                                 |
| 3           | Dario Baldan Bembo     | Tu cosa fai stasera?      | P. A. Cassella, Dario Baldan Bembo                         |
| 4           | Luca Barbarossa        | Roma spogliata            | Luca Barbarossa                                            |
| 5           | Ricchi e Poveri        | Sarà perché ti amo        | Enzo Ghinazzi, Daniele Pace, Dario Farina                  |
| 6           | Paolo Barabani         | Hop hop somarello         | Paolo Barabani, Enzo Ghinazzi, Gian Piero Reverberi        |
| 7           | Marinella              | Ma chi te lo fa fare      | Vito Pallavicini, Gian Pietro Felisatti                    |
| 8           | Michele Zarrillo       | Su quel pianeta libero    | Michele Zarrillo, Totò Savio, P. A. Cassella               |
| 9           | Marcella               | Pensa per te              | Giancarlo Bigazzi, Gianni Bella                            |
| 10          | Passengers             | Midnight                  | G. Arena, Angelo Piccareta                                 |
|             | Eduardo De Crescenzo   | Ancora                    | Franco Migliacci, Claudio Mattone                          |
|             | Leano Morelli          | Angela                    | Manrico Mologni, Leano Morelli                             |
|             | Orietta Berti          | La barca non va più       | Bruno Lauzi, Pippo Caruso                                  |
|             | Sterling Saint-Jacques | Blue (Tutto è blu)        | Pier Michele Bozzetti, Giuseppe Bozzetti, Vitaliano Caruso |
|             | Fiorella Mannoia       | Caffè nero bollente       | Mimmo Cavallo, Rosario De Cola                             |
|             | Carmen & Thompson      | Follow Me (Se amore vuoi) | L. Angeleri, C. Thompson, P. Carmen                        |
|             | Stefano Tosi           | Io mi                     | C. D’Apruzzo, M. Filistrucchi, Stefano Tosi Innocenti      |
|             | Bobby Solo             | Non posso perderti        | Danilo Ciotti, Bobby Solo                                  |
|             | Gianni Bella           | Questo amore non si tocca | Giancarlo Bigazzi, Gianni Bella                            |
|             | Collage                | I ragazzi che si amano    | Claudio Daiano, Angelo Valsiglio, Paolo Masala             |
|             | Enzo Malepasso         | Amore mio                 | S. De Pasquale, Enzo Malepasso                             |
|             | Sebastiano Occhino     | Bianca stella             | Sebastiano Occhino, Luigi Albertelli                       |
|             | Jò Chiarello           | Che brutto affare         | Franco Califano, Angelo Varano                             |
|             | Gli Opera              | Guerriero                 | Antonello Barilà                                           |
|             | Umberto Napolitano     | Mille volte ti amo        | Umberto Napolitano                                         |
|             | Tom Hooker             | Toccami                   | Renato Brioschi, M. Chiodi                                 |
|             | Domenico Mattia        | Tulilemble                | Gian Pietro Felisatti                                      |
|             | Franco Fasano          | Un’isola alle Hawaii      | Franco Fasano, Depsa                                       |

## Erfolge
Die Ausgabe 1981 erwies sich in kommerzieller Hinsicht als außerordentlich erfolgreich: Gleich fünf Lieder aus dem Festivalumfeld erreichten hintereinander die Chartspitze (darunter Cecchettos Titelsong und Lios Gastbeitrag), weitere sechs erreichten die Top 25 der Singlecharts.

| Jahr                                         | Titel Interpret                        | Höchstplatzierung, Gesamtwochen, AuszeichnungChartsChartplatzierungen (Jahr, Titel, Interpret, Platzierungen, Wochen, Auszeichnungen, Anmerkungen) | Anmerkungen |
| Jahr                                         | Titel Interpret                        | IT | Anmerkungen |
| -------------------------------------------- | -------------------------------------- | --- | ----------- |
| 1981                                         | Sarà perché ti amo Ricchi e Poveri     | IT1 (22 Wo.)IT | Platz 5     |
| 1981                                         | Maledetta primavera Loretta Goggi      | IT1 (20 Wo.)IT | Platz 2     |
| 1981                                         | Per Elisa Alice                        | IT1 (14 Wo.)IT | Platz 1     |
| 1981                                         | Ancora Eduardo De Crescenzo            | IT5 (16 Wo.)IT | Finalist    |
| 1981                                         | Non posso perderti Bobby Solo          | IT9 (17 Wo.)IT | Finalist    |
| 1981                                         | Tu cosa fai stasera Dario Baldan Bembo | IT10 (11 Wo.)IT | Platz 3     |
| 1981                                         | Roma spogliata Luca Barbarossa         | IT12 (5 Wo.)IT | Platz 4     |
| 1981                                         | La barca non va più Orietta Berti      | IT22 (5 Wo.)IT | Finalist    |
| 1981                                         | Hop hop somarello Paolo Barabani       | IT25 (2 Wo.)IT | Platz 6     |
| Weitere Charterfolge aus dem Festivalumfeld: |                                        | |             |
|                                              |                                        | |             |
| 1981                                         | Amoureux solitaires Lio                | IT1 (31 Wo.)IT | Gastbeitrag |
| 1981                                         | Gioca jouer Claudio Cecchetto          | IT1 (21 Wo.)IT | Titelsong   |

## Belege
1. ↑  M&D-Chartarchiv. Musica e dischi, abgerufen am 5. Juli 2019 (italienisch, kostenpflichtiger Abonnement-Zugang).